# Josyf Dyneć
Josyf Dyneć (ukr. Йосиф Динець, ur. 26 grudnia 1806 w Tartakowie, Galicja, data śmierci nieznana) – ukraiński działacz społeczny, rolnik ze wsi Tartaków, poseł do austriackiego Sejmu Ustawodawczego w latach 1848-1849 z okręgu Sokal. 